# Josef Střecha
Josef Střecha, in Deutschland 1941 bis 1945 als Josef Strecher geführt (* 3. November 1907 in Prag; † 29. März 1985 ebenda), war ein tschechoslowakischer Kameramann beim deutschen und tschechischen Film sowie in späteren Jahren auch ein Filmschauspieler.

## Leben und Wirken
Josef Střecha kam 1924 zum Film, erhielt dort eine kameratechnische Ausbildung und begann zunächst als Wochenschau- und Dokumentarfilmkameramann. Als der österreichische Kollege Viktor Gluck in der tschechischen Hauptstadt den österreichischen Stummfilm Der Monte Christo von Prag fotografierte, holte er Střecha an seine Seite. Trotz seiner dort gesammelten Erfahrungen wurde der gebürtige Prager erst im Alter von 30 Jahren regelmäßig als Chefkameramann von Spielfilmen eingesetzt. In den Jahren ab 1939 und vor allem von 1941 bis 1945, als die tschechische Filmproduktion im von Nazi-Deutschland besetzten und annektierten Protektorat Böhmen und Mähren de facto zum Erliegen kam, arbeitete Josef Střecha, der sich im Rahmen der Germanisierung slawischer Namen nunmehr Josef Strecher nennen musste, zumeist für deutsche Filmgesellschaften wie die Bavaria, die die Prager Filmstudios als Ausweichdrehtort für ihre Filmproduktionen nutzten.
Zu seinen bekanntesten Arbeiten zur Zeit der deutschen Okkupation zählen der Revuefilm Jenny und der Herr im Frack mit Johannes Heesters und die Gruselkomödie Spuk im Schloß. Nach der Befreiung setzte Střecha seine Arbeit als Chefkameramann fort und fotografierte bis 1971 weiterhin Filme, die jedoch nur selten außerhalb des kommunistischen Landes gezeigt wurden. Anschließend nahm Josef Střecha innerhalb der Branche einen Berufswechsel und fokussierte seine berufliche Tätigkeit auf die eines Schauspielers vor der Kamera. Zwischen 1974 und 1983, als er seine Karriere endgültig beendete, wirkte Josef Střecha mit Nebenrollen in einer Fülle von meist für das Kino hergestellten Filmen mit; seine letzte Arbeit hingegen war eine Fernsehserie, die in Deutschland unter dem Titel Die Besucher ausgestrahlt wurde. Zwei Jahre später starb Střecha.

## Filmografie
Als Kameramann
- 1929: Der Monte Christo von Prag
- 1937: Děti na zakázku
- 1938: Soud boží
- 1938: Zborov
- 1938: Matčina zpověď
- 1938: Der unsterbliche Geliebte (Karel Hynek Mácha)
- 1939: Svátek věřitelů
- 1939: Verdacht auf Ursula
- 1940: Konečně sami
- 1940: Zweimal Perikles (Pelikán má alibi)
- 1940: Stromschnellen (Peřeje)
- 1941: Advokát chudých
- 1941: Jenny und der Herr im Frack
- 1941: Provdám svou ženu
- 1942: Posen, Stadt im Aufbau (Kurzdokumentarfilm)
- 1942: Ein Zug fährt ab
- 1943: Liebesbriefe
- 1943: Die schwache Stunde
- 1943: Sieben Briefe
- 1943/47: Spuk im Schloß
- 1944: Ein fröhliches Haus
- 1944/49: Münchnerinnen
- 1944/50: Schuß um Mitternacht
- 1945: Vlast vítá (Dokumentarfilm)
- 1946: In den Bergen dröhnt es (V horách duní)
- 1947: Der Letzte der Mohikaner (Poslední mohykán)
- 1948: Železný dědek
- 1948: Dnes neordinuji
- 1949: Daleká cesta
- 1949: Dva ohně
- 1950: Das Geständnis (Priznání)
- 1950: Um zwei Minuten (Karhanova parat)
- 1952: Flößer 1 x 1 (Plavecký mariáš)
- 1953: Der Hut, der Wunder tut (Divotvorný klobouk)
- 1953: Groschenliedchen (Písnička za groš)
- 1953: Die gute alte Zeit (Haškovy povídky ze starého mocnařství)
- 1954: Es geschah im Nürnberg-Express (Expres z Norimberka)
- 1954: Der beste Mensch (Nejlepší človek)
- 1955: Kam s ním
- 1956: Synové hor
- 1957: Hänschens große Reise (Honzíkova cesta)
- 1957: Die Bombe (Bomba)
- 1958: Kassendiebe (Kasaři)
- 1959: Hry a sny
- 1959: Alibi
- 1960: Überall leben Menschen (Všude žijí lidé)
- 1961: Kde alibi nestačí
- 1962: Zbabělec
- 1963: Ein Schloß für Barbara (Zámek pro Barborku)
- 1964: Handlíři
- 1965: Intime Beleuchtung (Intimní osvětlení)
- 1967: Svatba jako řemen
- 1968: Červená kůlna
- 1969: Popel (Fernsehfilm)
- 1970: Der Mörder auf den Schienen (Na kolejích čeká vrah)
- 1971: Dem Narbengesicht auf der Spur (Člověk není sám)

Als Schauspieler
- 1930: Naše jedenáctka
- 1968: Červená kůlna
- 1973: Liebende im Jahre eins (Milenci v roce jedna)
- 1974: Dvacátý devátý
- 1975: Akce v Istanbulu
- 1975: Der Tag, der die Welt veränderte (Atentát u Sarajeva)
- 1976: Palette der Liebe (Paleta lásky)
- 1977: Der Schatten des fliegenden Vogels (Stín létajícího ptáčka)
- 1977: Vítězný lid
- 1978: Prinzessin Dornröschen (Jak se budí princezny)
- 1978: Zwei tolle Hechte (Lví salón)
- 1979: Skandál v Gri-Gri baru
- 1979: Aktion Kugelblitz (Kulový blesk)
- 1979: Postavení mimo hru
- 1980: Liebe zwischen Regentropfen (Lásky mezi kapkami deště)
- 1980: Wenn wir erst mal reich sind … (Co je doma, to se počítá, pánové…)
- 1980: Lauf, Ober, lauf! (Vrchní, prchni!)
- 1983: Die Besucher (Návstěvníci) (TV-Serie)